# Canada Open 1997 - Qualificazioni singolare maschile
Le qualificazioni del singolare maschile del Canada Open 1997 sono state un torneo di tennis preliminare per accedere alla fase finale della manifestazione. I vincitori dell'ultimo turno sono entrati di diritto nel tabellone principale. In caso di ritiro di uno o più giocatori aventi diritto a questi sono subentrati i lucky loser, ossia i giocatori che hanno perso nell'ultimo turno ma che avevano una classifica più alta rispetto agli altri partecipanti che avevano comunque perso nel turno finale.
Le qualificazioni del torneo Canada Open 1997 prevedevano 28 partecipanti di cui 7 sono entrati nel tabellone principale.

## Teste di serie
1. Steve Campbell (Qualificato)
2. Cristiano Caratti (Qualificato)
3. Jeff Salzenstein (Qualificato)
4. Cecil Mamiit (Qualificato)
5. Wade McGuire (Qualificato)
6. Alexander Reichel (ultimo turno)
7. Michael Tebbutt (Qualificato)

1. Lorenzo Manta (ultimo turno)
2. Pier Gauthier (Qualificato)
3. Maks Mirny (ultimo turno)
4. Sander Groen (ultimo turno)
5. Ronald Agénor (ultimo turno)
6. Piet Norval (ultimo turno)
7. Aleksandar Kitinov (primo turno)

## Qualificati
1. Steve Campbell
2. Cristiano Caratti
3. Jeff Salzenstein
4. Cecil Mamiit

1. Wade McGuire
2. Pier Gauthier
3. Michael Tebbutt

## Tabellone

### Legenda
| - Q = Qualificato - WC = Wild card - LL = Lucky loser | - ALT = Alternate - SE = Special Exempt - PR = Protected Ranking | - w/o = Walkover - r = Ritirato - d = Squalificato |

### Sezione 1
|  | Primo turno | Primo turno        | Primo turno        | Primo turno | Primo turno |  |  | Ultimo turno | Ultimo turno   | Ultimo turno | Ultimo turno | Ultimo turno |  |
|  |             |                    |                    |             |             |  |  |              |                |              |              |              |  |
|  |             |                    |                    |             |             |  |  |              |                |              |              |              |  |
|  |             |                    |                    |             |             |  |  | 1            | Steve Campbell | 6            | 6            | 6            |  |
|  |             | Simon Larose       | Simon Larose       | 6           | 6           |  |  |              | Simon Larose   | 7            | 0            | 4            |  |
|  | 14          | Aleksandar Kitinov | Aleksandar Kitinov | 2           | 3           |  |  |              |                |              |              |              |  |

### Sezione 2
|  | Primo turno | Primo turno        | Primo turno        | Primo turno | Primo turno |  |  | Ultimo turno | Ultimo turno      | Ultimo turno      | Ultimo turno | Ultimo turno |  |
|  |             |                    |                    |             |             |  |  |              |                   |                   |              |              |  |
|  | 2           | Cristiano Caratti  | Cristiano Caratti  | 6           | 6           |  |  |              |                   |                   |              |              |  |
|  |             | Ryan Clark         | Ryan Clark         | 2           | 3           |  |  | 2            | Cristiano Caratti | Cristiano Caratti | 7            | 7            |  |
|  | 12          | Ronald Agénor      | Ronald Agénor      | 6           | 6           |  |  | 12           | Ronald Agénor     | Ronald Agénor     | 6            | 6            |  |
|  |             | Phillipe Sylvestre | Phillipe Sylvestre | 2           | 0           |  |  |              |                   |                   |              |              |  |

### Sezione 3
|  | Primo turno | Primo turno       | Primo turno       | Primo turno | Primo turno |  |  | Ultimo turno | Ultimo turno     | Ultimo turno | Ultimo turno | Ultimo turno |  |
|  |             |                   |                   |             |             |  |  |              |                  |              |              |              |  |
|  | 3           | Jeff Salzenstein  | Jeff Salzenstein  | 6           | 6           |  |  |              |                  |              |              |              |  |
|  |             | Martin Laurendeau | Martin Laurendeau | 2           | 4           |  |  | 3            | Jeff Salzenstein | 6            | 6            | 6            |  |
|  | 13          | Piet Norval       | Piet Norval       | 6           | 6           |  |  | 13           | Piet Norval      | 7            | 2            | 3            |  |
|  |             | Michael Shyjan    | Michael Shyjan    | 1           | 0           |  |  |              |                  |              |              |              |  |

### Sezione 4
|  | Primo turno | Primo turno    | Primo turno    | Primo turno | Primo turno |  |  | Ultimo turno | Ultimo turno | Ultimo turno | Ultimo turno | Ultimo turno |  |
|  |             |                |                |             |             |  |  |              |              |              |              |              |  |
|  | 4           | Cecil Mamiit   | Cecil Mamiit   | 6           | 6           |  |  |              |              |              |              |              |  |
|  |             | Dominic Boulet | Dominic Boulet | 1           | 3           |  |  | 4            | Cecil Mamiit | 6            | 6            | 6            |  |
|  | 10          | Maks Mirny     | Maks Mirny     | 6           | 6           |  |  | 10           | Maks Mirny   | 7            | 4            | 2            |  |
|  |             | Vojtěch Flégl  | Vojtěch Flégl  | 0           | 3           |  |  |              |              |              |              |              |  |

### Sezione 5
|  | Primo turno | Primo turno       | Primo turno  | Primo turno | Primo turno |  |  | Ultimo turno | Ultimo turno | Ultimo turno | Ultimo turno | Ultimo turno |  |
|  |             |                   |              |             |             |  |  |              |              |              |              |              |  |
|  | 5           | Wade McGuire      | Wade McGuire | 6           | 6           |  |  |              |              |              |              |              |  |
|  |             | Eric Godin        | Eric Godin   | 2           | 4           |  |  | 5            | Wade McGuire | Wade McGuire | 6            | 6            |  |
|  | 11          | Sander Groen      | 6            | 6           | 6           |  |  | 11           | Sander Groen | Sander Groen | 3            | 2            |  |
|  |             | Hugues Laverdiere | 7            | 1           | 1           |  |  |              |              |              |              |              |  |

### Sezione 6
|  | Primo turno | Primo turno       | Primo turno   | Primo turno | Primo turno |  |  | Ultimo turno | Ultimo turno      | Ultimo turno      | Ultimo turno | Ultimo turno |  |
|  |             |                   |               |             |             |  |  |              |                   |                   |              |              |  |
|  | 6           | Alexander Reichel | 4             | 6           | 6           |  |  |              |                   |                   |              |              |  |
|  |             | Emin Ağayev       | 6             | 4           | 4           |  |  | 6            | Alexander Reichel | Alexander Reichel | 4            | 3            |  |
|  | 9           | Pier Gauthier     | Pier Gauthier | 6           | 6           |  |  | 9            | Pier Gauthier     | Pier Gauthier     | 6            | 6            |  |
|  |             | Will Ritter       | Will Ritter   | 2           | 4           |  |  |              |                   |                   |              |              |  |

### Sezione 7
|  | Primo turno | Primo turno          | Primo turno          | Primo turno | Primo turno |  |  | Ultimo turno | Ultimo turno    | Ultimo turno    | Ultimo turno | Ultimo turno |  |
|  |             |                      |                      |             |             |  |  |              |                 |                 |              |              |  |
|  | 7           | Michael Tebbutt      | Michael Tebbutt      | 6           | 6           |  |  |              |                 |                 |              |              |  |
|  |             | Daniel Larouche      | Daniel Larouche      | 2           | 3           |  |  | 7            | Michael Tebbutt | Michael Tebbutt | 6            | 6            |  |
|  | 8           | Lorenzo Manta        | Lorenzo Manta        | 6           | 7           |  |  | 8            | Lorenzo Manta   | Lorenzo Manta   | 3            | 3            |  |
|  |             | Jean-Francois Berard | Jean-Francois Berard | 2           | 6           |  |  |              |                 |                 |              |              |  |